# Ogres novads
Ogres novads is een gemeente in Vidzeme in het midden van Letland. Hoofdplaats is Ogre.
De huidige gemeente ontstond op 1 juli 2021, toen de bestaande gemeente werd uitgebreid met de gemeenten Ikšķiles novads, Ķeguma novads en Lielvārdes novads. Sindsdien komt het grondgebied van de gemeente overeen met dat van het vroegere district Ogre (1950-2009).
De eerdere gemeente Ogres novads was in 2009 voortgekomen uit een herindeling, waarbij de stad Ogre en de landelijke gemeenten Krape, Ķeipene, Laubere, Madliena, Mazozoli, Meņģele, Ogresgals, Suntaži en Taurupe werden samengevoegd.
Nationale steden (valstspilsētas):

Daugavpils  · Jelgava · Jūrmala · Liepāja · Rēzekne · Riga · Ventspils

Gemeenten (novadi):

Ādažu novads
· Aizkraukles novads
· Alūksnes novads
· Augšdaugavas novads
· Balvu novads
· Bauskas novads
· Cēsu novads
· Dienvidkurzemes novads
· Dobeles novads
· Gulbenes novads
· Jelgavas novads
· Jēkabpils novads
· Krāslavas novads
· Kuldīgas novads
· Ķekavas novads
· Limbažu novads
· Līvānu novads
· Ludzas novads
· Madonas novads
· Mārupes novads
· Ogres novads 
· Olaines novads
· Preiļu novads
· Rēzeknes novads 
· Ropažu novads
· Salaspils novads
· Saldus novads
· Saulkrastu novads
· Siguldas novads
· Smiltenes novads
· Talsu novads
· Tukuma novads
· Valkas novads
· Valmieras novads
· Varakļānu novads
· Ventspils novads 